# Euphorbia cashmeriana
Euphorbia cashmeriana är en törelväxtart som beskrevs av John Forbes Royle. Euphorbia cashmeriana ingår i släktet törlar, och familjen törelväxter. Inga underarter finns listade i Catalogue of Life.